# Poreče (Słowenia)
Poreče – wieś w Słowenii, w gminie Vipava. W 2018 roku liczyła 108 mieszkańców.